# 페데리코 2세 곤차가

페데리코 2세의 문장

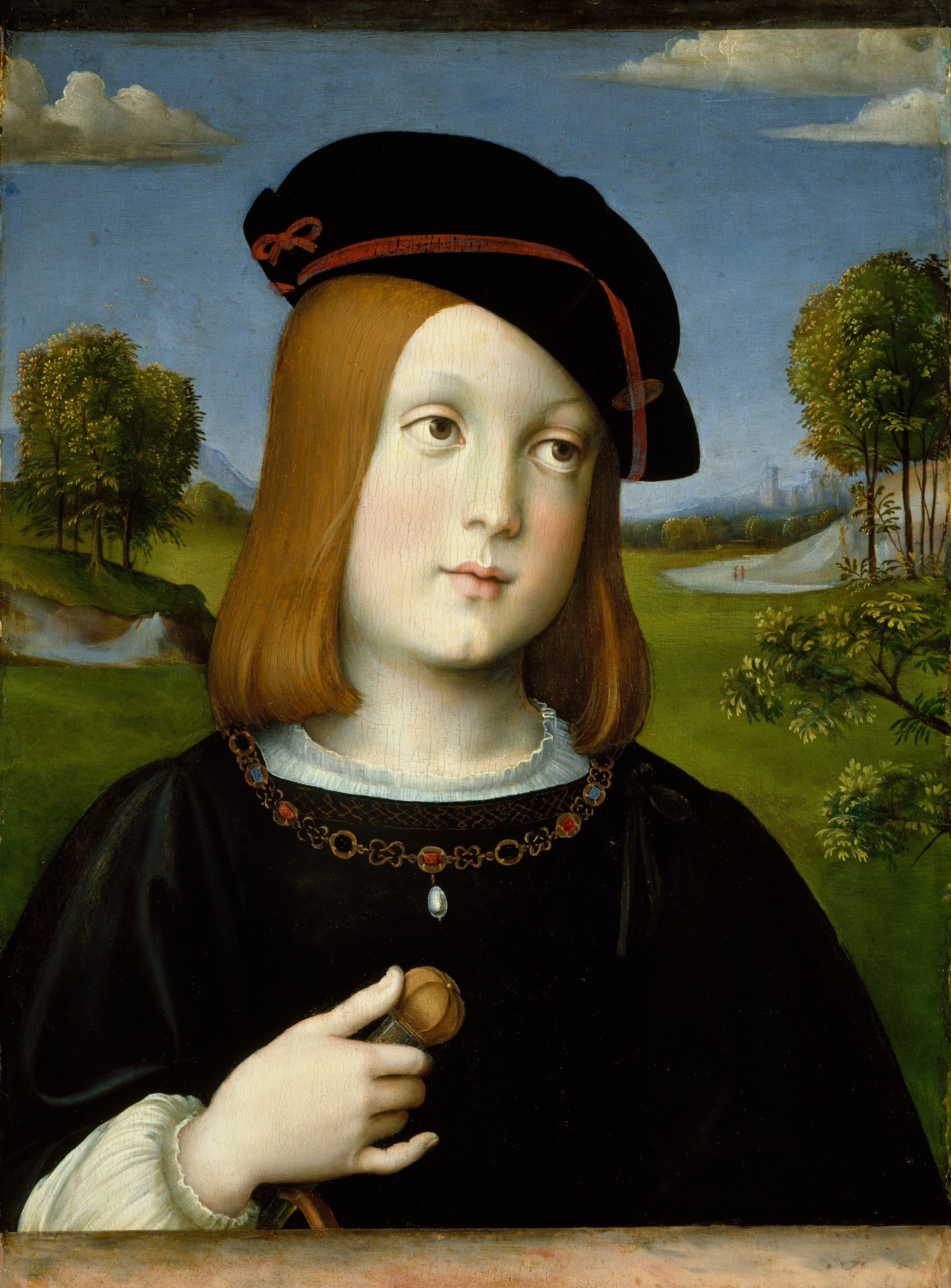
어린시절 페데리코 2세 (프란체스코 프란치아의 작품)

페데리코 2세 곤차가(Federico II Gonzaga, 1500년 5월 17일 ~ 1540년 6월 28일)는 1519년부터 사망할 때까지 만토바를 통치했던 이탈리아의 귀족이다. 후작이었으나 1530년 황제 카를 5세에 의해 공작이 되었다. 1536년부터 몬페라토 후작이기도 하였다. 10세때부터 로마 교황령과 프랑스의 인질이 되어 외지에서 생활한 경험을 가지고 있다.
어머니 이사벨라 데스테는 르네상스 시대를 대표하는 여걸로 불린다. 만토바 후작인 아버지 프란체스코 2세 곤차가는 용병대장이었다.

## 생애

### 인질 생활
교황 율리오 2세가 주도하여 벌어진 캉브레 동맹전쟁(1508~16)에 참전하였던 아버지가 1509년 8월, 적국인 베네치아군에게 생포되어 압송된뒤 투옥되었다. 어머니 이사벨라 데스테는 뛰어난 통치력을 발휘하여 만토바를 다스렸으며 아울러 외교적 수완을 동원하여 남편의 석방을 위해 백방으로 노력을 기울였다.
1510년, 교황이 동맹이었던 프랑스와 결별하고 적국이었던 베네치아와 동맹을 맺은후 프랑스를 공격하여 이탈리아에서 외세를 몰아내고자 했다. 전쟁의 양상이 바뀌자 어머니 이사벨라는 베네치아 그리고 교황과 협상을 하며 아버지의 석방을 위해 적극적인 외교전을 펼쳤다. 최종적으로 장남 페데리코를 로마에 인질로 보내는 조건에 합의가 이루어졌다. 석방된 아버지는 교황군 용병대장으로 활동해야 하는데 배신을 막기위한 조치였다.
1510년 7월 16일 아버지는 석방되었고, 10살이었던 페데리코는 교황 율리오 2세의 통치하에 있는 로마에서 3년간 인질 생활을 시작하였다. 로마에서의 생활은 큰 어려움없이 비교적 편안했다. 1513년 교황 율리오 2세가 사망하자 인질 생활을 마치고 만토바로 귀국하였다. 1515년 10월, 프랑스의 프랑수아 1세가 밀라노를 재정복한후에 프랑스 파리로 보내졌고 왕궁에서 인질 생활을 하다가 1517년에 귀국하였다.

### 만토바 후작
아버지 프란체스코 2세 곤차가 사망하자 1519년 4월 3일에 후작의 자리에 올랐지만 처음에는 어머니와 삼촌 시지스몬도 곤차가와 조반니 곤차가의 섭정을 받았다. 1521년 4월 7일에 신성로마제국의 황제 카를 5세로부터 임명식을 받았다.

### 교황군 총사령관
그의 전무한 군사 경험에도 불구하고, 교황 레오 10세는 1521년 그를 교회군 곤팔로니에레와 총사령관으로 임명하였으며, 이는 전통적으로 매번 만토바와 동맹이였던 제국을 상대로의 싸움을 피하게 되었다. 1526년에 코냑동맹전쟁이 벌어졌는데, 이때 페데리코는 이듬해 1527년 초에 샤를 드 부르봉이 이끄는 제국군(카를 5세의 용병)이 그의 영지를 통과하는 걸 막지 않았고, 이것이 간접적으로 로마 약탈(1527년)을 야기하였다.

### 몬페라토 후작
페데리코는 몬페라토 후작이였던 보니파초 4세의 건강이 나빴을 때 후국의 영지를 차지하기 위해, 마리아 팔라이올로고스와 결혼하였다. 하지만 보니파초가 회복의 낌새를 보이자, 페데리코의 하녀인 이사벨라 보스케티를 상대로 벌인 마리아가 벌였더라고 주장된 계획을 준비해두었다. 이는 교황으로 하여금 혼인을 취소하라고 할만큼 충분하였다. 페데리코는 그후 카를 5세의 팔촌인 줄리아 데 아라곤과 약혼하였다.
이 약혼으로 1530년에 황제 카를 5세로부터 공작에 서임되었다. 그러다 보니파초가 같은 해 3월 25일에 낙마하여 사망하면서, 페데리코는 카를에게 결혼 계약을 취소하는 대신으로 5만 두캇을 지불하였으며, 교황에게 이전 결혼 허가를 회복시켜달라고 압력을 가하였다. 마리아 역시도 사망하자, 1531년 11월 16일에 그녀의 자매인 마르가리타 팔라이올로고스와 결혼이 가능하게 되었다. 팔라이올로고스 가문의 마지막 적출 남자 후계자인 조반니 조르조 (1533년)가 사망하면서, 몬페라토 후국은 곤차가 가문에 넘어가, 18세기까지 지니고 지니고 있었다.

### 말년과 사망
페데리코는 만토바 외곽의 여름 궁전으로서, 줄리오 로마노에게 하여금 팔라초 테 건설을 의뢰하였다.
그의 아버지에게서 전해진 매독으로 오랜 기간 고통받다, 마르미롤로에 있는 그의 별장에서 1540년 사망하였다. 그의 아들 프란체스코가 10대의 젊은 나이에 사망하기 전까지 2대 만토바 공작 작위를 지녔었으며, 둘째 아들 굴리엘모가 3대 만토바 공작이 되었고 추가적으로 몬페라토 후작 작위를 이어갔다.

## 가족과 자녀
페데리코와 마르가리타는 7명의 자녀를 두었다:
- 엘레오노라 곤차가(Eleonora Gonzaga).
- 안나 곤차가(Anna Gonzaga).
- 프란체스코 3세 곤차가 (1533년 3월 10일 - 1550년 2월 22일).
- 이사벨라 곤차가(Isabella Gonzaga) : 프란체스코 페르디난도 다발로스와 혼인.
- 굴리엘모 곤차가 (1538년 4월 24일 - 1587년 8월 14일) : 엘레오노레 합스부르크와 혼인
- 루도비코 곤차가느베르 (1539년 10월 22일 - 1595년 10월 23일) : 카를로 1세 디 곤차가느베르의 아버지
- 페데리코 곤차가 (1540년 - 1565년 2월 21일) : 추기경

## 같이 보기
- 로마 약탈
- 이탈리아 전쟁